# سیبونیسو گاگسا
سیبونیسو گاگسا (انگلیسی: Siboniso Gaxa؛ زادهٔ ۶ آوریل ۱۹۸۴) یک بازیکن فوتبال اهل آفریقای جنوبی است.
وی همچنین در تیم ملی فوتبال آفریقای جنوبی بازی کرده‌است.